# Коппола, Фрэнсис Форд
Фрэ́нсис Форд Ко́ппола (англ. Francis Ford Coppola; род. 7 апреля 1939[…], Детройт, Мичиган) — американский кинорежиссёр, сценарист и продюсер. Наиболее известен благодаря своей кинотрилогии «Крёстный отец» и фильму о вьетнамской войне «Апокалипсис сегодня».
Брат Талии Шайр, дядя Кристофера Копполы, Николаса Кейджа и Джейсона Шварцмана, отец Софии Копполы и Романа Франсуа Копполы. Коппола является обладателем пяти золотых статуэток «Оскар», две из которых за «лучший адаптированный сценарий», одна за «лучший оригинальный сценарий», одна в номинации «лучший фильм» и ещё одна — за «лучшую режиссуру»; а также «Награды имени Ирвинга Тальберга». Кроме того, Коппола является двукратным обладателем «Золотой пальмовой ветви», за фильмы «Разговор» и «Апокалипсис сегодня», и лауреатом множества других кинематографических наград и номинаций.

## Биография
- «Квартира»
- «Пепел и алмаз»
- «Плохие спят спокойно»
- «Лучшие годы нашей жизни»
- «Маменькины сынки»
- «Король комедии»
- «Бешеный бык»
- «Поющие под дождём»
- «Восход солнца»
- «Телохранитель»

Фрэнсис Форд Коппола родился 7 апреля 1939 года в Детройте, штат Мичиган. Отец Кармайн Коппола (1910—1991), флейтист Детройтского симфонического оркестра, мать — Италия (урожденная Пеннино; 1912—2004). Коппола был вторым из трёх детей: его старший брат — Август Коппола (отец Николаса Кейджа), младшая сестра — актриса Талия Шайр. Родился в семье иммигрантов итальянского происхождения, его дедушка приехал в Соединенные Штаты из Бернальды, Базиликата. Его дед по материнской линии, популярный итальянский композитор Франческо Пеннино, эмигрировал из Неаполя. Коппола получил своё второе имя в честь Генри Форда, не только потому, что он родился в Больнице Генри Форда, но и из-за ассоциации его музыканта-отца с производителем автомобиля. Дело в том, что на момент рождения Фрэнсиса, его отец был флейтистом, а также аранжировщиком и помощником режиссёра оркестра, который выступал под эгидой Ford Motor Company. Через два года после рождения Копполы, его отец был назначен главным флейтистом Симфонического оркестра NBC, и семья переехала в Нью-Йорк, поселившись в Вудсайде (Куинс), где Коппола провёл оставшуюся часть своего детства.
Будучи мальчиком, Фрэнсис заболел полиомиелитом и был прикован к постели в течение большого периода своего детства, что позволило ему развивать воображение во время просмотров постановок домашнего кукольного театра. Чтение пьесы Трамвай «Желание» в пятнадцатилетнем возрасте сыграло важную роль в развитии его интереса к театру. Увлекался созданием фильмов, смонтированных с домашних съёмок на 8-мм плёнку. В детстве Коппола был посредственным учеником, но он так интересовался технологией и инженерным делом, что друзья прозвали его «Наука» (англ. Science). Занимался музыкой, играл на тубе и выиграл музыкальную стипендию Нью-Йоркской военной академии. В целом Коппола поменял 23 школы, прежде чем он, в конечном итоге, окончил среднюю школу Грейт-Нек-Норт в одноимённой деревне. В 1955 году поступил в Университет Хофстра, изучал театральное искусство. Там он получил стипендию по драматургии. Это способствовало его интересу изучения режиссуры театра, несмотря на неодобрение своего отца, который хотел чтобы Фрэнсис изучал инженерное дело. Коппола был глубоко поражён, увидев фильм Сергея Эйзенштейна «Октябрь: Десять дней, которые потрясли мир», особенно его потрясло качество монтажа фильма. Именно в это время Коппола решил, что он будет заниматься кинематографом, а не театром. Коппола говорит, что он был под сильным влиянием своего брата Августа и собирался стать писателем, он будет учиться в альма-матер своего брата: в колледже Хофстра и в Киношколе Калифорнийского университета в Лос-Анджелесе.
В 1962 году Коппола ассистировал известному режиссёру Роджеру Корману, а в 1963 году поставил первый фильм — «Безумие-13». Сенсацию произвёл фильм «Крёстный отец», поставленный в 1972 году по одноимённому роману Марио Пьюзо. В главных ролях играли Марлон Брандо и Аль Пачино. В дальнейшем этот фильм получил ещё два продолжения.
В 1975 году Коппола приобрёл усадьбу с виноградниками в округе Напа, штат Калифорния, и занялся виноделием. Сегодня в его винодельнях производится более десяти сортов вин. Игристое вино Sofia он назвал в честь своей дочери Софии.

## Фильмография
| Год  | Фильм                      | Фильм                         | Заметки                                       |
| Год  | Русское название           | Оригинальное название         | Заметки                                       |
| ---- | -------------------------- | ----------------------------- | --------------------------------------------- |
| 1963 | Безумие-13                 | Dementia 13                   |                                               |
| 1966 | Ты теперь большой мальчик  | You're a Big Boy Now          |                                               |
| 1968 | Радуга Финиана             | Finian's Rainbow              |                                               |
| 1969 | Люди дождя                 | The Rain People               |                                               |
| 1972 | Крёстный отец              | The Godfather                 |                                               |
| 1974 | Разговор                   | The Conversation              |                                               |
| 1974 | Крёстный отец 2            | The Godfather Part II         |                                               |
| 1979 | Апокалипсис сегодня        | Apocalypse Now                |                                               |
| 1982 | От всего сердца            | One from the Heart            |                                               |
| 1983 | Изгои                      | The Outsiders                 |                                               |
| 1983 | Бойцовая рыбка             | Rumble Fish                   |                                               |
| 1984 | Клуб «Коттон»              | The Cotton Club               |                                               |
| 1986 | Капитан Ио                 | Captain EO                    | короткометражный фильм                        |
| 1986 | Пегги Сью вышла замуж      | Peggy Sue Got Married         |                                               |
| 1987 | Сады камней                | Gardens of Stone              |                                               |
| 1988 | Такер: Человек и его мечта | Tucker: The Man and His Dream |                                               |
| 1989 | Нью-йоркские истории       | New York Stories              | Сегмент: «Life Without Zoë» («Жизнь без Зои») |
| 1990 | Крёстный отец 3            | The Godfather Part III        |                                               |
| 1992 | Дракула                    | Bram Stoker's Dracula         |                                               |
| 1996 | Джек                       | Jack                          |                                               |
| 1997 | Благодетель                | The Rainmaker                 |                                               |
| 2007 | Молодость без молодости    | Youth Without Youth           |                                               |
| 2009 | Тетро                      | Tetro                         |                                               |
| 2011 | Между                      | Twixt                         |                                               |
| 2024 | Мегалополис                | Megalopolis                   |                                               |

## Награды и номинации
Награды и номинации, полученные фильмами Фрэнсиса Форда Копполы
в скобках указано число наград и номинаций, полученных самим Копполой
| Год  | Фильм                      | Фильм                         | Премия «Оскар» | Премия «Оскар» | Премия BAFTA | Премия BAFTA | Премия «Золотой глобус» | Премия «Золотой глобус» |
| Год  | Русское название           | Оригинальное название         | Номинации      | Победы         | Номинации    | Победы       | Номинации               | Победы                  |
| ---- | -------------------------- | ----------------------------- | -------------- | -------------- | ------------ | ------------ | ----------------------- | ----------------------- |
| 1966 | Ты теперь большой мальчик  | You're a Big Boy Now          | 1              |                | 1            |              | 3                       |                         |
| 1968 | Радуга Финиана             | Finian's Rainbow              | 2              |                |              |              | 5                       |                         |
| 1972 | Крёстный отец              | The Godfather                 | 10 (2)         | 3 (1)          | 5            | 1            | 7 (2)                   | 5 (2)                   |
| 1974 | Разговор                   | The Conversation              | 3 (2)          |                | 5 (2)        | 2            | 4 (3)                   |                         |
| 1974 | Крёстный отец 2            | The Godfather Part II         | 11 (3)         | 6 (3)          | 4            | 1            | 6 (3)                   |                         |
| 1979 | Апокалипсис сегодня        | Apocalypse Now                | 8 (3)          | 2              | 9 (3)        | 2 (1)        | 4 (3)                   | 3 (2)                   |
| 1982 | От всего сердца            | One from the Heart            | 1              |                |              |              |                         |                         |
| 1983 | Бойцовая рыбка             | Rumble Fish                   |                |                |              |              | 1                       |                         |
| 1984 | Клуб «Коттон»              | The Cotton Club               | 2              |                | 2            | 1            | 2 (1)                   |                         |
| 1986 | Пегги Сью вышла замуж      | Peggy Sue Got Married         | 3              |                |              |              | 2                       |                         |
| 1988 | Такер: Человек и его мечта | Tucker: The Man and His Dream | 3              |                | 1            | 1            | 1                       | 1                       |
| 1990 | Крёстный отец 3            | The Godfather Part III        | 7 (2)          |                |              |              | 7 (3)                   |                         |
| 1992 | Дракула                    | Bram Stoker's Dracula         | 4              | 3              | 4            |              |                         |                         |
| 1997 | Благодетель                | The Rainmaker                 |                |                |              |              | 1                       |                         |
| Итог | Итог                       | Итог                          | 55 (12)        | 14 (4)         | 31 (5)       | 8 (1)        | 43 (15)                 | 9 (4)                   |